# Бесединское шоссе
Бесе́динское шоссе (до 1 октября 2014 года — проектируемый проезд № 5396) — шоссе в районах Братеево и Зябликово Южного административного округа Москвы на юго-востоке города. Представляет собой продолжение Люблинской улицы по другую сторону Братеевского моста. Ранее проезд иногда ошибочно считали Люблинской улицей. Существовал проект переименования проектируемого проезда № 5396 в Люблинский проезд.
30 сентября 2014 года на заседании правительства Москвы проезд переименован в Бесединское шоссе.

## Расположение
Шоссе начинается от Братеевского моста, проходит через жилой район Братеево, на южной окраине этого района пересекает Братеевскую улицу, улицу Красный Луг и продолжается до развязки с МКАД, за которой находится село Беседы.
Участок шоссе от Братеевской улицы до МКАД был построен в 2000-2002 годах.
Шоссе на всём протяжении имеет по три полосы движения в каждом направлении.
Перекрёсток шоссе с Братеевской улицей постоянно подвержен пробкам. Это вызвано тем, что через перекрёсток проходят безальтернативные маршруты как между районами Братеево и Зябликово, так и из обоих районов на МКАД. Для разгрузки перекрёстка Экспертный центр Пробок.нет предложил построить дорожную связку тогда ещё Проектируемого проезда № 5396 с Задонским проездом. В октябре 2013 года данная связка с Задонским проездом была построена.

## Примечательные здания и сооружения

### По нечётной стороне
- дом 15 — ТЦ «Парк Хаус Братеево[вд]»;
- электродепо «Братеево»;

На пересечении Бесединского шоссе и МКАД располагаются международный автовокзал «Южные ворота» и одноимённый торговый комплекс.

## Общественный транспорт

### Автобусы
- 708: «Южные ворота» — Бесединское шоссе —  Алма-Атинская —  Марьино —  Люблино
- м78:  Орехово —  Домодедовская —  Красногвардейская — Бесединское шоссе —  Юго-Восточная —  Выхино

### Микроавтобусы
- Алма-Атинская — гипермаркет «Ашан» (Братеево)
- Красногвардейская — «Ашан»
- Шипиловская — «Ашан»

### Маршрутные такси
- 1228к: Развилка, 38 — Бесединское шоссе —  Марьино — «Ашан» (Марьино)